# Marduk-nadin-ahhe
Marduk-nādin-aḫḫe (también Marduk-nadin-ahhe) fue el sexto rey de la II Dinastía de Isin (IV de Babilonia), que reinó en el período 1099 a. C.-1082 a. C.. Estuvo relacionado familiarmente con sus inmediatos predecesores: Ninurta-nādin-šumi, el tercer rey, fue su padre; Nabucodonosor I, el cuarto rey, fue su hermano, y Enlil-nadin-apli, el quinto rey, su sobrino, contra el que se rebeló y al que depuso.
Fue contemporáneo del rey Tiglath-Pileser I de Asiria, que estaba en pleno apogeo guerrero, con el que mantuvo varias guerras. Una estela del 10.º año de reinado del rey babilonio informa de una victoria sobre Asiria, motivo por el cual, el rey recompensó a uno de sus nobles guerreros con la donación de tierras.
Por parte asiria están atestiguadas dos campañas militares contra Babilonia: la primera, en la que invadieron por el norte, atravesando del río Zab inferior, y la segunda, más seria, en la que conquistaron las ciudades de Dur-Kurigalzu, Sippar, y Babilonia, que fue saqueada e incendiado el palacio real. Esto ocurrió el último año de reinado de Marduk-nādin-aḫḫe, que fue derrocado.
Aunque fue sucedido por su hijo, Marduk-šapik-zeri, la dinastía estaba tocada irreversiblemente, y los siguientes reyes fueron de origen arameo, produciéndose invasiones de nómadas arameos y suteos, hasta el final de la dinastía.